# Herman de Groot
Herman de Groot was een rijtuigbouwer uit Utrecht. Voor onder meer de Stichtse Tramway Maatschappij met haar tramlijn Utrecht - Zeist bouwde het bedrijf verschillende paardentramrijtuigen. Het bedrijf was gevestigd in de Lange Koestraat.